# Columbus (Indiana)
Columbus je město ve Spojených státech amerických. Nachází se v okrese Bartholomew County, jehož je zároveň správním městem, ve státě Indiana. Ve městě žije přibližně 50 tisíc obyvatel a jeho rozloha činí 72,2 km². Leží 64 kilometrů jižně od Indianapolis, přičemž v Indianě jde o 20. nejlidnatější město. Město je typické pro svou moderní architekturu.
Městem protékají  řeky Driftwood River, East Fork White River a Flatrock River. Své sídlo zde má společnost Cummins. Během nultých let 21. století bylo město opakovaně označeno jako jedno z nejlepších míst k životu v USA.

## Rodáci
- Mike Pence (* 1959) – americký politik, v letech 2017–2021 viceprezident USA, 2013–2017 guvernér Indiany

## Partnerská města
- Löhne, Německo
- Siang-jang, Čína